# 阔苞菊属
阔苞菊属（学名：Pluchea），又名燕茜属，是菊科下的一个属，为直立灌木或亚灌木植物，少数为多年生草本植物。该属共有约50种，分布于热带和亚热带地区。
属名Pluchea为纪念法国植物学家N. A. Pluche而创立。